# 陸游祠
陸游祠位於四川省崇州市崇阳街道，位于罨画池东南部，是一组有明确中轴线的左右对称的纪念性建筑，总占地2,261m²，其中建筑面积754m²。陆游祠所在处原为纪念赵抃、陆游两人的赵陆公祠，1982年进行修复后改为纪念陆游一人的陆游祠。陆游祠纪念性流线起于尊经阁东南，建筑自西向东沿轴线进行布局，依次为大门、入口甬道、梅馨千代（过厅）、香如故堂（序馆）、两庑、放翁堂（正殿）。放翁堂后的花园为梅园，园内建有吊梅阁（信有亭）、同心亭、驿楼等建筑。陆游祠形制与其它四川祠堂建筑差异不大，其入口甬道狭长，北为较矮的半透的花墙，南为较高的白墙，林木森森，较为特殊，但有助于建筑纪念性的营造。
1991年4月16日公佈為四川省第三批文物保護單位。2001年6月25日公布为第五批全国重点文物保护单位（罨画池子项）。